# 埃克塞特鎮區 (堪薩斯州克萊縣)
埃克塞特鎮區（英語：Exeter Township）為美國堪薩斯州克萊縣的鎮區。2010年美国人口普查中該鎮區人口有76人。

## 地理
埃克塞特鎮區涵蓋面積93.73平方（36.19平方英里），境內無城市設立。

### 墓園
根據美國地質調查局的資料，此鎮區擁有3座墓園：
- 路德墓園（Lutheran Cemetery）
- 普萊森特里奇墓園（Pleasant Ridge Cemetery）
- 韋斯利恩墓園（Wesleyan Cemetery）

## 人口統計
根據2010年美國人口普查，埃克塞特鎮區人口有76人，人口密度為0.81人/每平方公里。此鎮區居民之種族有98.68%為白人；1.32%為非裔美洲人；0%為美洲原住民；0%為亞洲人；0%為太平洋島民；0%為其他種族；另外有0%為混血種族。而西班牙裔或拉丁裔美洲人佔此鎮區人口的7.89%。

## 外部連結
- US-Counties.com
- City-Data.com[永久]